# Ecma International

Logo

Ecma International ist eine private, internationale Normungsorganisation zur Normung von Informations- und Kommunikationssystemen und Unterhaltungselektronik mit Sitz in Genf. Die Organisation wurde 1961 mit dem Namen ECMA – European Computer Manufacturers Association gegründet. Der Name wurde 1994 geändert, um der internationalen Ausrichtung der Organisation Rechnung zu tragen. Infolgedessen hat der Namensteil Ecma seine Bedeutung (Abkürzung für European Computer Manufacturers Association) verloren.

## Ziele
Ziele von Ecma International sind:
- Die Entwicklung von Standards und technischen Berichten in Zusammenarbeit mit nationalen, europäischen und internationalen Normungsorganisationen.
- Die Förderung der korrekten Verwendung von Standards.
- Die Veröffentlichung von Standards und technischen Berichten. Die Veröffentlichungen sind frei zugänglich.

## Veröffentlichungen
Bislang hat Ecma International mehr als 370 Standards und mehr als 90 technische Berichte veröffentlicht. Diese Publikationen sind gemeinfrei. Zu den bekannteren Veröffentlichungen gehören unter anderem:
- Die Standardisierung von C# und weiteren Bestandteilen der .Net-Framework-Technologie von Microsoft
- Die Standardisierung von ECMAScript – Vorausgegangen war ein Streit der zwei Firmen Microsoft und Netscape um die Weiterentwicklung der von Netscape geschaffenen Skriptsprache JavaScript. Mit der Standardisierung konnte dieser Streit, der zum Nachteil der Nutzer und Programmierer war, im Wesentlichen gelöst werden.
- Die Standardisierung des 3D-Formats U3D.

Weitere Bekanntheit erhielt Ecma International durch die Arbeit an der Standardisierung von Office Open XML im Rahmen des technischen Komitees 45 (TC45).

## Aufbau und Struktur
An der Spitze von Ecma International steht die Hauptversammlung der ordentlichen Mitglieder. Die Hauptversammlung ist das oberste Organ von Ecma International, kontrolliert die Organisation und bestellt und kontrolliert die Verwaltung. Der Hauptversammlung sind die Verwaltung, das Sekretariat und das Koordinierungskomitee unterstellt. Die eigentliche Standardisierungsarbeit wird in mehreren technischen Komitees und Arbeitsgruppen geleistet.

## Mitglieder
Es können nur Unternehmen oder andere juristische Personen Mitglieder werden, die in Bereichen tätig sind, die von den technischen Komitees und Arbeitsgruppen abgedeckt werden. Privatpersonen können keine Mitglieder von Ecma International werden. Es gibt fünf Arten von Mitgliedschaften, wobei nur ordentliche Mitglieder das Stimmrecht in der Hauptversammlung haben. Die Einteilung der außerordentlichen Mitglieder erfolgt anhand des jährlichen weltweiten Umsatzes. Die Mitgliedschaft ist kostenpflichtig.

## Kooperationen und Partnerschaften
Ecma International unterhält Kooperationen und Partnerschaften mit folgenden Normungsorganisationen:
- CEN – Europäisches Komitee für Normung
- CENELEC – Europäisches Komitee für elektrotechnische Normung
- ETSI – Europäisches Institut für Telekommunikationsnormen
- ICTSB – ICT Standards Board
- IEC – Internationale elektrotechnische Kommission
- ISO – Internationale Organisation für Normung
- ITU – Internationale Fernmeldeunion
- JTC 1 – ISO/IEC Joint Technical Committee 1 (A-Liaison)